# 北辰一刀流

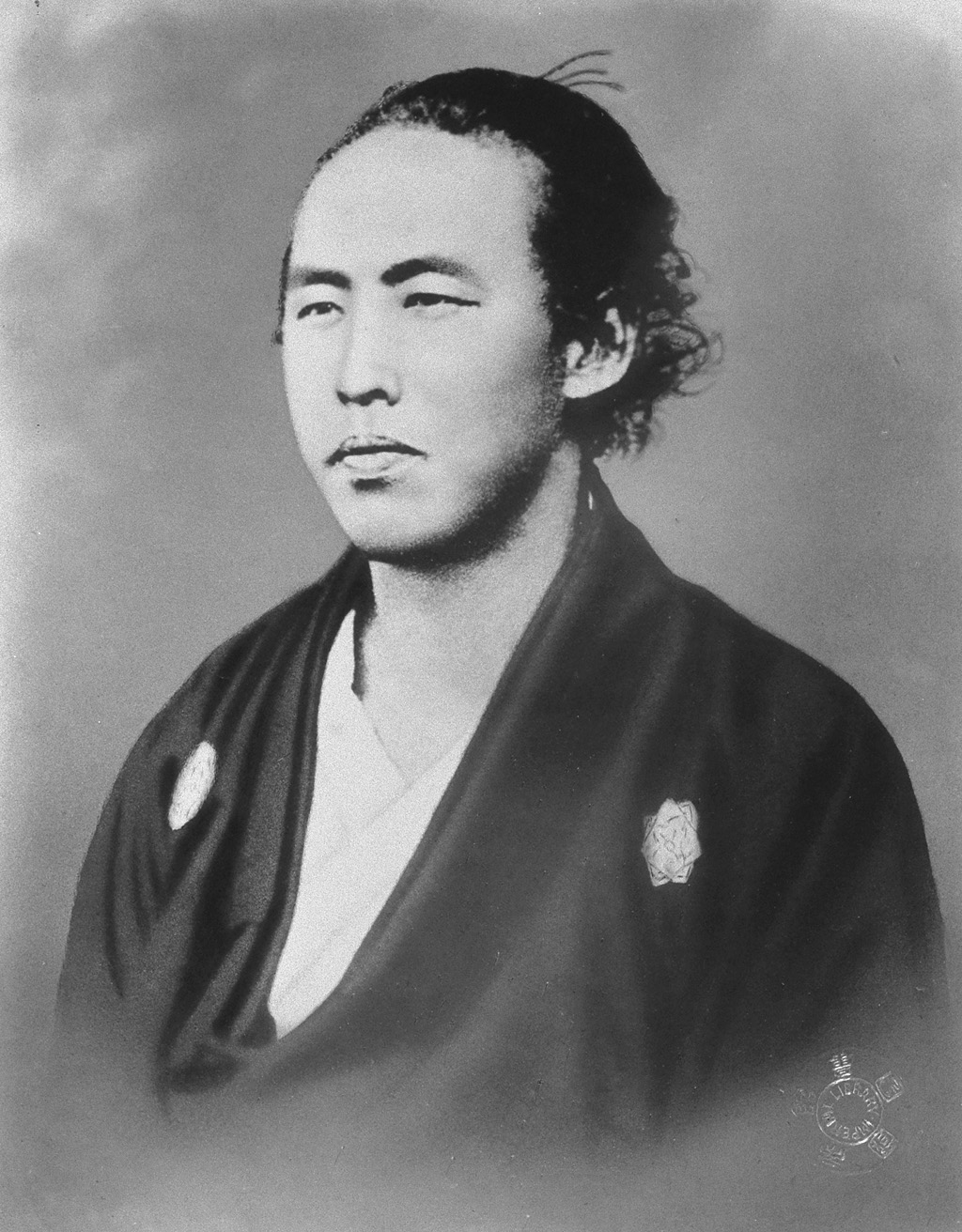
坂本龍馬

北辰一刀流（ほくしんいっとうりゅう）は、江戸時代後期に千葉周作成政（屠龍）が創始した剣術と薙刀術の流派。

## 概要
千葉家家伝の北辰流、北辰夢想流と、一刀流を千葉周作が統合して北辰一刀流が創始された。よって剣術の組太刀（形）は一刀流のものとにている。千葉周作が加えた極意の大目録伝に伝わる口伝術と星王剣（星王とは北極星のこと）に千葉家の北辰信仰の影響がわずかに見られる程度である。竹刀と防具を用いた打ち込み稽古を中心に行い、現代剣道を築いた流派である。

## 歴史

### 草創期

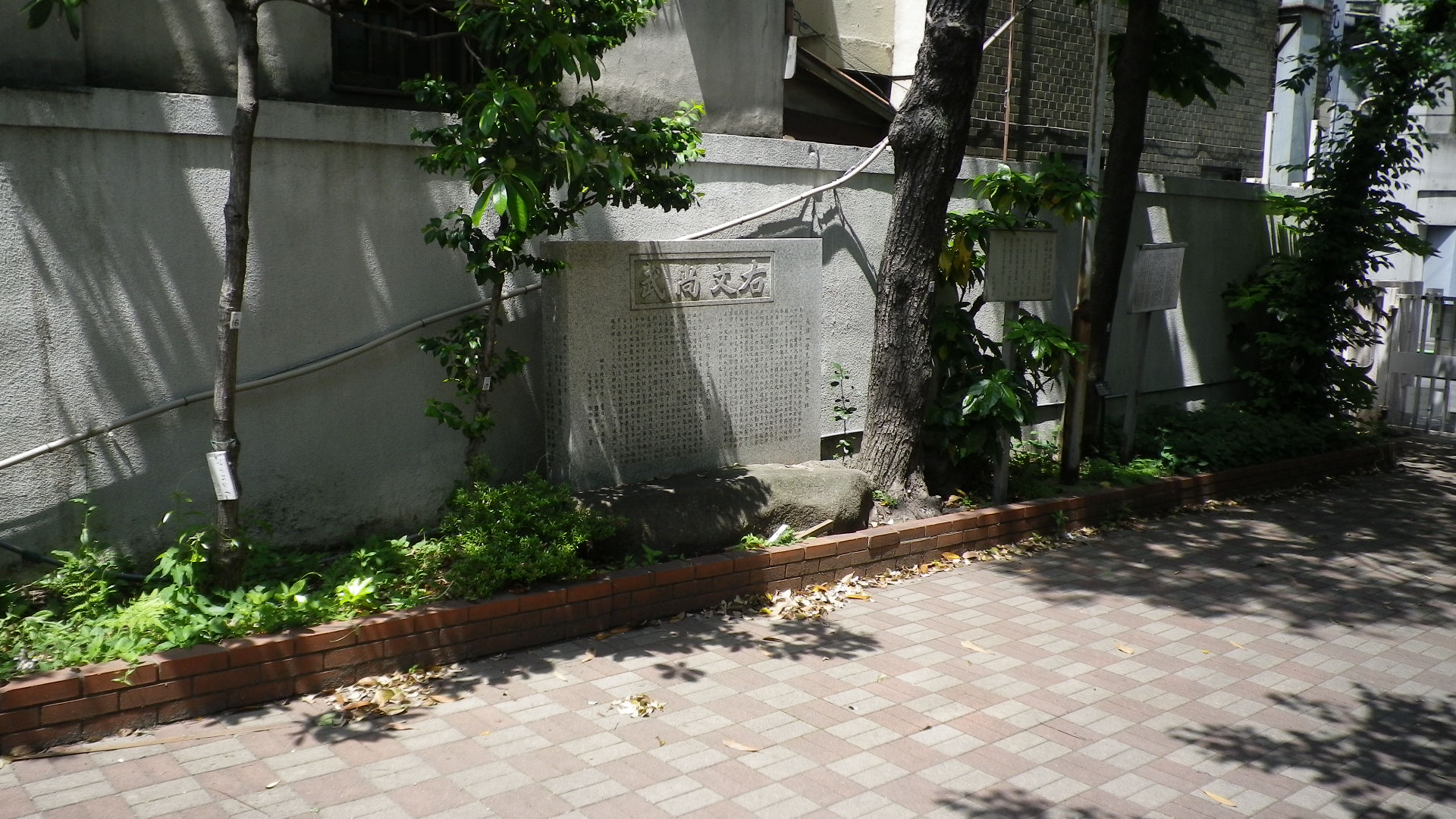
玄武館跡

北辰夢想流という剣術流派が、栗原郡荒谷村（現大崎市古川荒谷）の千葉家（周作の千葉家とは異なる）に家伝として伝わっていた。6歳のとき気仙沼村（現気仙沼市）から父親とともに栗原郡荒谷村に住まいした於菟松（後の周作）は、千葉吉之丞から北辰夢想流を学び、16歳のとき江戸に出て中西派一刀流の浅利義信に入門し、後に義信の師匠である中西子正（中西派一刀流第9代）からも学んだ。やがて義信の婿養子となるも、組太刀の改変を試みて妻（浅利の養女）を連れて義信から独立し、北辰一刀流を創始した。伝書には、北辰夢想流と一刀流を合法し、北辰一刀流にしたとある。また、初期の北辰一刀流免状には北辰夢想流免状に記された和歌が記されている。
その後、武蔵・上野、信濃の国などを周って他流試合を行い、門弟数も増えた。馬庭念流に復讐の為伊香保神社に奉納額を掲げることを企画した。しかし、馬庭念流に阻まれて騒動（伊香保神社掲額事件）にまで発展したため、掲額は断念した。この騒動で周作自身は名を挙げたが、北辰一刀流は上野から撤退した。周作は江戸に帰り、1822年（文政5年）秋、日本橋品川町に玄武館という道場を建てた（後に神田於玉ヶ池に移転）。
北辰一刀流は、それまで十段以上に分化していた段位を3つに簡略化し、段位取得の際に支払う謝礼金を三分の一以下に減らすことで、他の道場より安く免許皆伝を習得できると評判になり、人気を博した。

### 幕末期
北辰一刀流には、30余りの藩から藩士が集まった。門弟が6千人余となった千葉道場は、練兵館（神道無念流）、士学館（鏡新明智流）を凌ぎ幕末江戸三大道場の筆頭に数えられ、浅草寺に門人名を掲額した。また千葉吉之丞の孫・定作を弟・千葉定吉政道と名乗らせ、桶町に道場を作り任せた。
これまでの剣術が神秘性を強調して来たのに対して、周作は合理的な剣を解いた。儒者・東条一堂の塾「瑶地塾」の隣にあったので、周作は門弟に瑶地塾で朱子学を学んで合理精神を養うことを奨励したこともあり、北辰一刀流には漢詩に巧みな者が多かった。また、玄武館は天神真楊流柔術開祖・磯正足の道場の斜め向かいにあったので、天神真楊流柔術を併習する者も多かった。お玉が池には佐久間象山の象山塾もあり、負けず嫌いな佐久間象山は同郷の松代藩士塚田孔平のいた玄武館と門弟の数を競った、佐久間象山は塚田孔平の道場額虎韜館を書いている。
入門からわずか5年で皆伝を得た海保帆平、玄武館四天王と呼ばれた稲垣定之助、庄司弁吉、森要蔵、塚田孔平などの高弟を輩出した。幕末の志士では坂本龍馬、毛利荒次郎、清河八郎、新選組では、藤堂平助、山南敬助、伊東甲子太郎、服部武雄、吉村貫一郎、郷士では日比谷健次郎らが北辰一刀流を学んだ。周作及び子の奇蘇太郎、栄次郎、道三郎、多門四郎は水戸藩に仕え、水戸三流の一つとして剣術を指南した、玄武館四天王が水戸の天狗党を支援したため幕府よりとがめられ玄武館は一時閉館させられた。
周作の後は、長男・奇蘇太郎孝胤が肺病で早世していた為、次男・栄次郎成之が継承した。栄次郎は突き技を得意とし、「千葉の小天狗」と恐れられる天才であったが、彼もまた早世した。その後周作の三男・道三郎光胤が玄武館を継いだが、1872年（明治5年）に没する。四男・多門四郎政胤は小児のとき水戸藩主・徳川斉昭の前で演武し、将来を嘱目されたが、奇蘇太郎と同じく肺病で早世している。道三郎の長男・勝太郎勝胤（「剣法秘訣、北辰一刀流開祖千葉周作作述」を出版）も剣の英才教育を受け実力を発揮したが、眼病のため失明。玄武館は閉鎖され、宗家は廃絶され師範家のみが残った。

#### 玄武館四天王
- 森要蔵
- 庄司弁吉
- 塚田孔平
- 稲垣定之助

### 明治以降

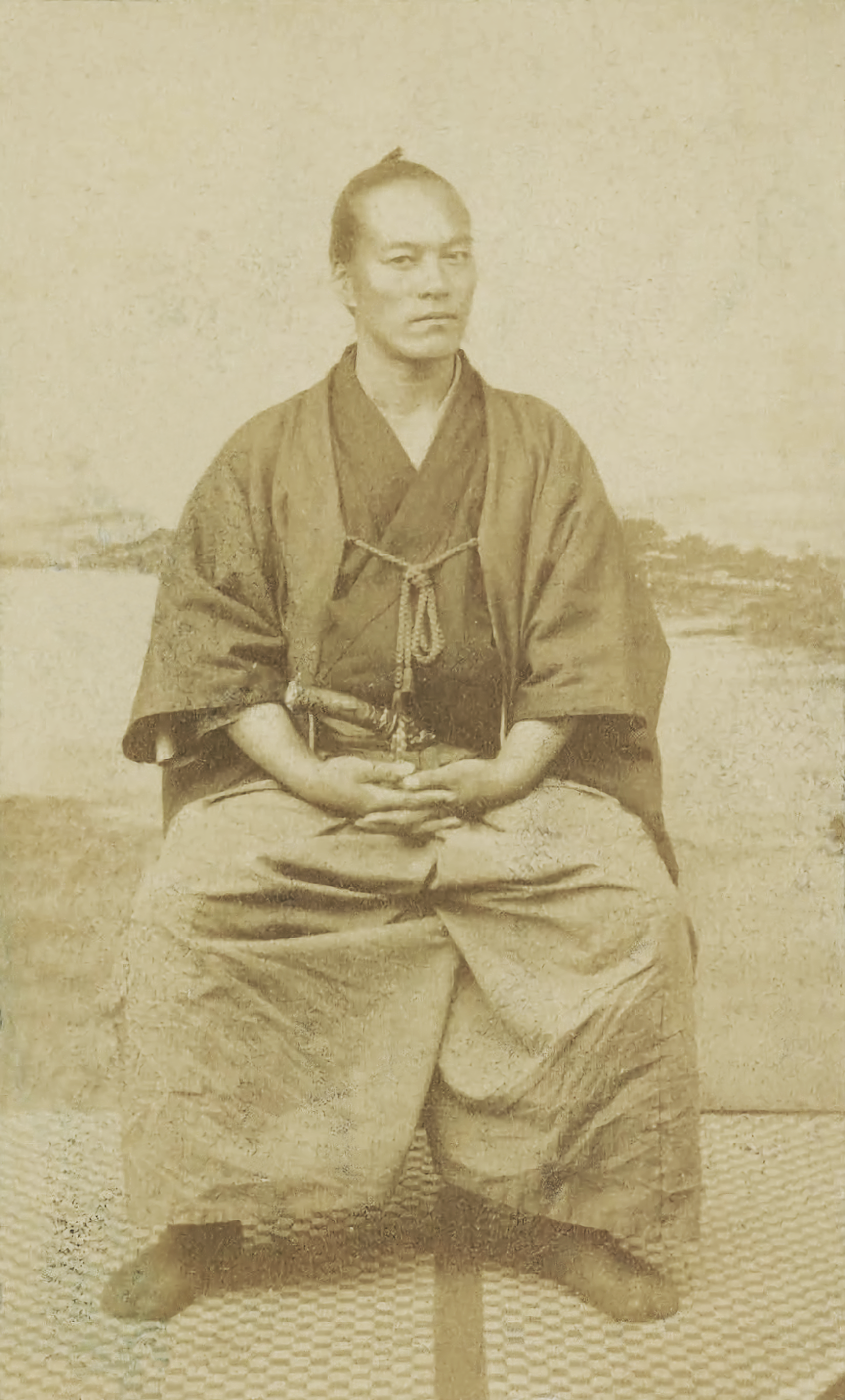
山岡鉄舟

1883年（明治16年）、山岡鉄舟ら玄武館旧門弟らの後援により、栄次郎の遺子・周之介之胤が神田錦町に玄武館を一時再建した。1887年（明治20年）からは警視庁撃剣世話掛を務めた。周之介は、1913年（大正2年）没する。長男の栄一郎が『千葉周作遺稿集』を出版した。
大日本武徳会によって竹刀剣術流派が統合されていく中で、北辰一刀流もその多くが現代剣道化していった。現在、水戸に伝わった北辰一刀流は水戸東武館の小澤寅吉が引き継ぎ、現在も稽古を続けている。また、小樽に伝わった北辰一刀流を継承する道場が東京に1箇所現存している。

## 現存する道場

### 水戸藩の系統

#### 水戸東武館

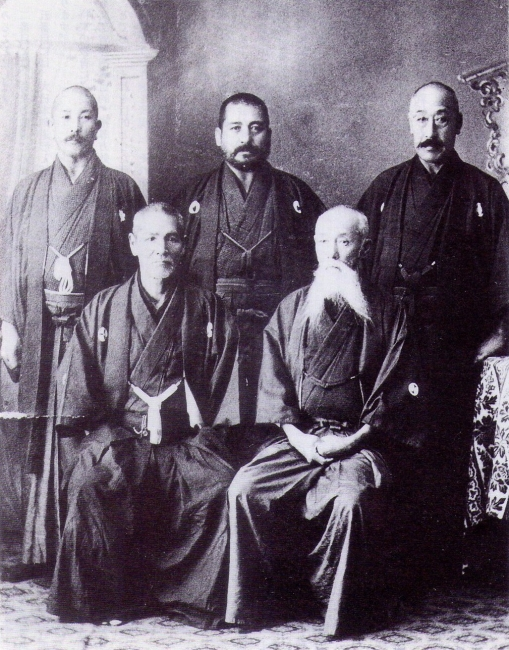
後列右、門奈正

千葉周作の門人で水戸藩藩校弘道館の剣術方教授であった小澤寅吉は、1874年（明治7年）、水戸東武館を開き北辰一刀流剣術を指導した。それにより、水戸藩に伝わった系統が明治以降も残った。幕末期に玄武館塾頭を務めた下江秀太郎が茨城県警察本署の撃剣師範に就任したことに伴い、1885年（明治18年）から1887年（明治20年）まで水戸東武館で指導した。水戸東武館出身の内藤高治、門奈正は大日本武徳会剣道の重鎮となり、明治後期から昭和初期の剣道界を北辰一刀流で指導した。
水戸東武館では北辰一刀流を代々継承し、第4代館長の小澤武は北辰一刀流宗家となって日本古武道協会に参加した。
小澤の死後は伝承が途絶えたが、平成18年頃よりビデオから再現した形稽古を始めたことで、水戸市は、2013年（平成25年）、水戸東武館の北辰一刀流を無形文化財に指定した。
系譜
```
千葉周作
 - 千葉栄次郎 - 
小澤寅吉
 - 小澤一郎 - 小澤豊吉 - 小澤武 - 小澤喜代子 - 宮本忠彦 - 小澤智
```

小澤寅吉以降の伝承者は以下の通りである
- 内藤高治
- 門奈正
- 小澤一郎
  - 小澤豊吉
  - 森山繁雄
    - 小澤武
    - 小澤喜代子
    - 谷島三郎
      - 椎名市衛

### 日本伝統技術保存会伝の系統
出典：

### 千葉家正伝北辰一刀流
宗家の伝系は千葉道三郎で途絶えたが、北辰一刀流の名跡のみは千葉家預かりとして代々受け継がれていた。
水戸東武館第3代館長であった小澤豊吉から第５代館長小澤武，第７第館長小澤智に受け継がれている。また皇道義会（東京）から伝わり、この系統は椎名市衛も伝承している。
2013年(平成25年)、千葉家一族で北辰一刀流の技を正統に受け継いでいる椎名市衛成胤に宗家を継がせた。
系譜
```
千葉周作
 - 千葉栄次郎 - 
小澤寅吉
 - 小澤一郎 - 小澤豊吉　-　谷島三郎　-　岡嶋泰治
[
8
]
・
椎名市衛
```

### 北辰一刀流兵法 千葉道場
北辰一刀流兵法は、開祖千葉周作の「玄武館」と、弟となった千葉定吉の桶町道場が有名である。定吉の系統は現在まで続くが、北辰一刀流の継承者としては晃（あきら）で途絶えている。
2013年（平成25年）7月1日、晃の実子で千葉道場第五代宗家の千葉弘が、小樽玄武館系統第五代宗家小西重治郎のもとで北辰一刀流を修めた大塚洋一郎を第六代宗家に任命し、北辰一刀流兵法千葉道場を再興した。
2016年（平成28年）3月26日、大塚龍之介(マルクス・レッシュ)（ドイツ人）が第七代宗家を襲名した。
系譜
```
千葉周作
 - 
千葉定吉
 - 
千葉重太郎
 - 千葉東一郎 - 千葉束 - 千葉鶴太郎 - 千葉晃 - 千葉弘 - 
大塚洋一郎
 - 大塚龍之介
```

### 北辰一刀流 玄武館
千葉周作の三男・千葉道三郎から相伝を得た宇都宮藩藩士小林誠次郎（定之）は、明治維新後、警視庁抜刀隊で活躍、警視庁撃剣世話掛を務めた。その後、東京市本所区菊川町に至誠館という道場を開いた。
誠次郎には子がなく、勝浦四郎が養子となった。四郎は30歳で北辰一刀流の免許を授けられ、武者修行先の小樽の野田和三郎の娘ハルと結婚し養子となり、二代目野田和三郎を襲名。
1913年（大正2年）、南部楼の敷地内に道場を建てられ、千葉道三郎の長男・勝太郎より玄武館の名前使用を許可され、北辰一刀流三世を継承し、小樽玄武館と命名した。
1933年（昭和8年）、小樽玄武館に内弟子として14歳で入門した小西重治郎（成之）は、18歳で師範代となる。1938年（昭和13年）、1944年（昭和19年7月）野田和三郎が病死。小樽玄武館の土地建物は人手に渡った。
終戦後、重治郎は 高弟 30人立会いのもと、和三郎の妻・ハル夫人より四世継承を言い渡される。後年、重治郎は兄弟子である小林義勝（定之）に四世を譲り、自身は五世に下がる。 
1950年（昭和25年）、重治郎は東京都杉並区に玄武館道場を建て、荻窪警察署をはじめ、警察大学校剣道師範を歴任した。 
2008年、重治郎逝去。小西真円（一之）が宗家六世として玄武館館長を継承した。
系譜
```
千葉周作
 - 
千葉道三郎
 - 野田和三郎（小林四郎祐之） - 小林義勝定之 - 小西重治郎成之 - 小西真円一之
```

### 北辰一刀流　虎韜館
玄武館四天王である塚田孔平は嘉永3年に浅草虎ノ門近く下愛宕に道場を建立した。
後に旧松代藩領地でもある北信州にて髙野真虎が道場を再興した。
系譜
```
千葉周作
 - 塚田孔平 - 塚田亀太郎 - 塚田勇雄 - 塚田勇也 - 塚田慶ー - 髙野真虎
```

## 稽古方法
稽古は竹刀稽古と組太刀稽古（形稽古）とに大別される。入門者はまず組太刀稽古から始める。その剣術には一切の神秘性がなく、ひたすら技術のみを追求したので教授方法は極めて合理的で、他の道場においては10年かかる修行が5年で完成してしまうと言われた。一刀流系の流派は基本の構えは星眼（正眼）としているが、北辰一刀流では状況によって自由に構えを変えてよいとしていた。

### 竹刀稽古
特に右に2回打つ「切り返し」、「掛かり稽古」の訓練をやらせた。周作は竹刀稽古で使う「剣術六拾八手」を編み出しまとめた。この中には現在の剣道で使われる技はほぼ出揃っており、現在の剣道では使われない技も多数含まれている。この様に、彼の剣術指導は、現代剣道に多大な影響を与えた。

### 組太刀
千葉周作遺稿によると、他の小野派一刀流系の流派と同じく、「一ツ勝」から始まる太刀の組太刀43本（小野派、中西派とは本数の数え方が違う）をはじめ、小太刀組、相小太刀、刃引など、小野派一刀流の組太刀とほぼ同じものを伝えている。打太刀は鬼籠手という厚い籠手を装着する点も同様である。
また、千葉家の家伝の北辰流流祖千葉常胤より伝わる長刀（薙刀）の形も初代・千葉周作が体系化し伝えている。北辰一刀流の薙刀術は女使いを主にしていたので小振りの薙刀を用いた。

## 北辰一刀流道歌
谷川の瀬々を流れる栃がらも　実（身）を棄ててこそ浮かぶ瀬もあれ
雨あられ雪や氷とへだつれど　とけては同じ谷川の水
歌の意味
人生に失敗したときは、すべての欲望を脱ぎ捨てて、再出発すれば浮かぶこともあろう。
出発点は違っていても、最後に帰着するところは同一である。

## 伝位
小野派一刀流の伝位は8段階であったが、これを『初目録』『中目録免許』『大目録皆伝』の3段階にした。剣術に限らず当時の武術や芸道では、伝位が上がる度に師匠・先輩・同輩に礼物を贈る慣習があったため、貧乏な人間は実力があっても昇段しにくい弊害があった。このため、このお金のかからない簡略な目録制度は門弟に大いに喜ばれた。
大目録免許皆伝では『露の位』『鍾の位』『石火の位』と家伝の北辰流居合8本、伊藤一刀斎小太刀之次第5本、柔術5本、千葉周作独自の考案『蓮折』、『長短の矩』　『捨目付』　『星王剣』などの奥義が伝えられている。このほかに正眼伝授『北辰一刀流兵法箇条目録』　がある。
北辰一刀流の道場いずれも、全日本剣道連盟には加盟しておらず、流派独自の段位認定制度を持つ。

## 参考資料

### 文献
- 『北辰一刀流剣法全書』塚田孔平伝書　国会図書館
- 『北辰一刀流　剣法全書完』　塚田孔平傳書　国会図書館
- 『月刊剣道日本』1978年3月号 特集　北辰一刀流千葉周作、スキージャーナル
- 『月刊秘伝』2013年7月号　特集　千葉周作が拓く武の新地平、BABジャパン
- 歴史群像シリーズ『日本の剣術』、学習研究社
- 歴史群像シリーズ『日本の剣術2』、学習研究社
- 小沢武 述 嶋田孝之 録 「文武不岐 : 水戸東武館館長小沢武伝」水戸東武館顕彰委員会　1988
- 千葉勝太郎「剣法秘訣」北辰一刀流開祖千葉周作作述　出版（これは、遺稿の前半に掲載されている）。
- 千葉栄一郎『千葉周作遺稿』 ISBN 4884582209 ISBN 4905849713
- 星耕司『よみがえる北斗の剣―実録北辰一刀流』 1993 河出書房新社
- 水戸東武館一三〇年誌編集委員会 編 「水戸東武館130年誌」2009.3

### DVD
- 『日本の古武道　北辰一刀流』　演武：小澤武、制作：日本武道館、販売：BABジャパン
- 『北辰一刀流剣術』　演武：小西重治郎、販売：BABジャパン